# Прюмська конвенція
Прюмська конвенція (неточно відома як Шенгенська угода III)  — правоохоронна угода, яка була підписана 27 травня 2005 року Австрією, Бельгією, Францією, Німеччиною, Люксембургом, Нідерландами та Іспанією в місті Прюм у Німеччина, і який відкритий для всіх членів Європейського Союзу, 14 з яких наразі є сторонами.
Договір був заснований на ініціативі тодішнього міністра Німеччини Отто Шілі з середини 2003 року. Основні елементи конвенції були підібрані Рішенням Ради ЄС 2008/615/JHA від 23 червня 2008 року щодо активізації транскордонного співробітництва, зокрема у боротьбі з тероризмом і транскордонною злочинністю.
Повна назва договору — Конвенція між Королівством Бельгія, Федеративною Республікою Німеччина, Королівством Іспанія, Французькою Республікою, Великим Герцогством Люксембург, Королівством Нідерландів і Республікою Австрія про посилення транскордонне співробітництво, зокрема у боротьбі з тероризмом, транскордонною злочинністю та нелегальною міграцією.

## Зміст Конвенції
Конвенція була прийнята для того, щоб дати можливість підписантам обмінюватися даними щодо ДНК, відбитків пальців і реєстрації транспортних засобів відповідних осіб, а також співпрацювати проти тероризму. Вона також містить положення про розгортання озброєних маршалів на польотах між державами-підписантами, спільне поліцейське патрулювання, вхід (озброєних) поліцейських сил на територію іншої держави для запобігання безпосередній небезпеці (переслідування по гарячих слідах) і співпрацю у випадку масових заходів чи катастроф. Крім того, поліцейський, відповідальний за операцію в штаті, може, в принципі, вирішити, до якої міри поліцейські сили інших штатів, які брали участь в операції, можуть використовувати свою зброю або виконувати інші повноваження.

## Відношення до Європейського Союзу
Конвенція була прийнята поза рамками Європейського Союзу (і його механізму посиленої співпраці), але стверджує, що вона відкрита для приєднання будь-якої держави-члена Європейського Союзу і що:
положення цієї Конвенції застосовуються лише тією мірою, якою вони сумісні з правом Європейського Союзу... «Право Європейського Союзу» має переважну силу при застосуванні відповідних положень цієї Конвенції...Convention— Конвенція про посилення транскордонного співробітництва, зокрема у боротьбі з тероризмом, транскордонною злочинністю та нелегальною міграцією, Стаття 47
Крім того, 7 липня 2005 року делегації в Раді Європейського Союзу розіслали текст Конвенції та додатки до неї.

### Прюмське рішення
Деякі з положень Конвенції, що належать до колишнього третьої підвалини ЄС, пізніше були включені до положень законодавства Європейського Союзу про співробітництво між поліцією та судами Рішенням Ради 2008 року, яке зазвичай називають Прюмським рішенням. Воно передбачає співпрацю між правоохоронними органами у кримінальних справах, пов’язаних насамперед з обміном відбитками пальців, ДНК (обидва за принципом збігів без збігів) і даними реєстрації власників транспортних засобів (прямий доступ через систему EUCARIS). Положення щодо обміну даними мають бути запроваджені у 2012 році. Решта положень Конвенції, що підпадають під колишню третю підвалину, ще не прийняті до законодавства ЄС.
Хоча Рішення спочатку були застосовні до всіх держав-членів ЄС, Сполучене Королівство згодом скористалося своїм правом на неучасть, починаючи з 1 грудня 2014 року. Проте Сполучене Королівство зобов’язалося оцінити їхню майбутню участь і прийняти рішення до 31 грудня 2015 року про те, чи приєднуватися знову до Рішень. 22 січня 2016 р. Сполучене Королівство повідомило ЄС про своє бажання відновити участь у Прюмських рішеннях, що було схвалено Комісією 20 травня 2016 року.

### ІІ Прюм
Анонсований навесні 2021 року II Прюм має на меті розширити обсяг інформації, якою можна обмінюватися, включаючи фотографії та інформацію з водійських посвідчень, що викликало занепокоєння щодо розпізнавання облич, зокрема щодо використання наявних фотографій, як-от фотографій поліцейських, проти нещодавно зроблених зображень, наприклад, з камер відеоспостереження. Зрештою, ІІ Прюм був підписаний як Європейським парламентом, так і Радою 14 березня 2024 року та згодом опублікований у Журналі ЄС 5 квітня 2024 року. Ірландія, яка відмовилася від участі в сфері політики AGSJ, вирішила приєднатися і брати участь у ІІ Прюмі, тоді як повна відмова Данії не дозволила їй цього.

## Учасниці конвенції
Держави, які ратифікували конвенцію:
| Договірна сторона | Дата підписання | Дата здачі на зберігання ратифікаційної грамоти або документа про приєднання | Набрання чинности |
| ----------------- | --------------- | ---------------------------------------------------------------------------- | ----------------- |
| Австрія           | 27 травня 2005  | 21 June 2006                                                                 | 1 листопада 2006  |
| Бельгія           | 27 травня 2005  | 5 лютого 2007                                                                | 6 травня 2007     |
| Болгарія          | -               | 25 травня 2009                                                               | 23 серпня 2009    |
| Естонія           | -               | 23 вересня 2008                                                              | 22 грудня 2008    |
| Фінляндія         | -               | 19 March 2007                                                                | 17 June 2007      |
| Франція           | 27 травня 2005  | 2 жовтня 2007                                                                | 31 грудня 2007    |
| Німеччина         | 27 травня 2005  | 25 серпня 2006                                                               | 23 листопада 2006 |
| Угорщина          | -               | 16 жовтня 2007                                                               | 14 January 2008   |
| Люксембург        | 27 травня 2005  | 8 лютого 2007                                                                | 9 травня 2007     |
| Нідерланди        | 27 травня 2005  | 20 лютого 2008                                                               | 20 травня 2008    |
| Румунія           | -               | 3 грудня 2008                                                                | 3 March 2009      |
| Словаччина        | -               | 27 лютого 2009                                                               | 28 травня 2009    |
| Словенія          | -               | 10 травня 2007                                                               | 8 серпня 2007     |
| Іспанія           | 27 травня 2005  | 3 серпня 2006                                                                | 1 листопада 2006  |

Сенат Нідерландів ратифікував угоду без голосування.
У червні 2007 року Греція, Італія, Португалія та Швеція повідомили Раду Європейського Союзу про своє бажання приєднатися до Прюмської конвенції.
Норвегія та Ісландія підписали угоду з ЄС у 2009 році щодо застосування певних положень Рішень. Норвегія ратифікувала угоду, і вона набула чинності для неї з 1 грудня 2020 року, тоді як Ісландія не ратифікувала з лютого 2023 року. Данія, Ірландія та Сполучене Королівство відмовилися від участі в Рішенні Ради про схвалення угоди з Норвегією та Ісландією. Хоча Ірландія та Сполучене Королівство вирішили погодитися, угода не поширюється на Данію. 27 червня 2019 року Швейцарія та Ліхтенштейн підписали угоди про участь у режимі Прюма. Ірландія та Великобританія знову погодилися взяти участь в угоді, але вона не поширюється на Данію. Швейцарія ратифікувала угоду, і вона набула чинности для неї з 3 березня 2023 року, тоді як Ліхтенштейн не ратифікував станом на лютий 2025 року.
23 червня 2016 року Сполучене Королівство проголосувало за вихід з Європейського Союзу. Після завершення переговорів про вихід, Сполучене Королівство залишило ЄС 31 січня 2020 року, і автоматично вийшло з Прюмської конвенції.